# Raizdos
Raizdos lub Roigos (gr.: Ραίζος, Raízdos; Ροίγος, Roígos) – król trackich Odrysów ok. 280 p.n.e. Prawdopodobnie syn Kotysa II, króla Odrysów. Poświadczony jest tylko jako ojciec Kotysa III, króla Odrysów z ok. 270 p.n.e. Jego imię jest też wyryte na ścianie Trackiego grobowca z Kazanłyku, ale jako syna Seutesa III.